# Curvas en sección de la Tierra

Sección plana de un elipsoide

Las rutas sobre una sección terrestre son curvas planas definidas por la intersección de un elipsoide de referencia y un plano (secciones elipsoidales planas). Algunos ejemplos comunes incluyen la gran elipse (que contiene el centro del elipsoide) y las secciones normales (que contienen una dirección normal del elipsoide). Las rutas de la sección terrestre son útiles como soluciones aproximadas de problemas geodésicos, como el cálculo directo e inverso de distancias geográficas. La solución rigurosa de los problemas geodésicos implica la determinación de las curvas conocidas como líneas geodésicas.

## Problema inverso

Esta imagen ilustra la notación utilizada para los problemas geodésicos analizados en el artículo

El problema inverso de las secciones terrestres es: dados dos puntos, {\displaystyle P_{1}} y {\displaystyle P_{2}} en la superficie del elipsoide de referencia, encontrar la longitud, {\displaystyle s_{12}}, del arco más corto de una sección del esferoide desde {\displaystyle P_{1}} hasta {\displaystyle P_{2}} y también encontrar los acimutes de salida y llegada (ángulo desde el norte verdadero) de esa curva, {\displaystyle \alpha _{1}} y {\displaystyle \alpha _{2}}. La figura de la derecha ilustra la notación utilizada aquí. Sean {\displaystyle P_{k}} la latitud geodésica y {\displaystyle \phi _{k}} la longitud {\displaystyle \lambda _{k}} (k=1,2). Este problema se resuelve mejor utilizando geometría analítica en coordenadas cartesianas centradas y fijas en la Tierra (ECEF).
Sean {\displaystyle R_{1}=\mathrm {ECEF} (P_{1})} y {\displaystyle R_{2}=\mathrm {ECEF} (P_{2})} las coordenadas ECEF de los dos puntos, calculadas utilizando la transformación geodésica a ECEF analizada en el artículo conversión de coordenadas geográficas.

### Plano de sección
Para definir el plano de sección, se selecciona cualquier tercer punto {\displaystyle R_{0}} que no esté en la línea de {\displaystyle R_{1}} a {\displaystyle R_{2}}. Elegir que {\displaystyle R_{0}} esté en la normal de la superficie en {\displaystyle P_{1}} definirá la sección normal en {\displaystyle P_{1}}. Si {\displaystyle R_{0}} es el origen, entonces la sección de la Tierra es una gran elipse (el origen sería colineal con 2 puntos antípodas, por lo que se debe utilizar un punto diferente en ese caso). Dado que hay infinitas opciones para {\displaystyle R_{0}}, el problema anterior es realmente una clase de problemas (uno para cada plano). Sea {\displaystyle R_{0}}. Para poner la ecuación del plano en la forma estándar, {\displaystyle lx+my+nz=d}, donde {\displaystyle l^{2}+m^{2}+n^{2}=1}, se requieren las componentes de un vector unitario, {\displaystyle \mathbf {\hat {N}} =(l,m,n)}, normal al plano de sección. Estas componentes pueden calcularse de la siguiente manera: el vector de {\displaystyle R_{0}} a {\displaystyle R_{1}} es {\displaystyle \mathbf {V_{0}} =\mathbf {R_{1}} -\mathbf {R_{0}} }, y el vector de {\displaystyle R_{1}} a {\displaystyle R_{2}} es {\displaystyle \mathbf {V_{1}} =\mathbf {R_{2}} -\mathbf {R_{1}} }. Por lo tanto, {\displaystyle \mathbf {\hat {N}} =\mathrm {unit} (\mathbf {V_{0}} \times \mathbf {V_{1}} )}), donde {\displaystyle \mathrm {unit} (\mathbf {V} )} es el vector unitario en la dirección de {\displaystyle \mathbf {V} }. La convención de orientación utilizada aquí es que {\displaystyle \mathbf {\hat {N}} } apunta a la izquierda de la trayectoria. Si este no es el caso, se debe redefinir {\displaystyle \mathbf {V_{0}} =-\mathbf {V_{0}} }. Finalmente, el parámetro d para el plano puede calcularse utilizando el producto escalar de {\displaystyle \mathbf {\hat {N}} } con un vector desde el origen hasta cualquier punto en el plano, como {\displaystyle R_{1}}, es decir, {\displaystyle d=\mathbf {\hat {N}} \cdot \mathbf {R_{1}} }. La ecuación del plano (en forma vectorial) es, por lo tanto, {\displaystyle \mathbf {\hat {N}} \cdot \mathbf {R} =d}, donde {\displaystyle \mathbf {R} } es la posición de {\displaystyle (x,y,z)}.

### Acimut
El examen de transformación de coordenadas ENU a ECEF revela que las coordenadas ECEF de un vector unitario que apunta al este en cualquier punto del elipsoide son: {\displaystyle \mathbf {\hat {e}} =(-\sin \lambda ,\cos \lambda ,0)}, un vector unitario que apunta al norte es {\displaystyle \mathbf {\hat {n}} =(-\sin \phi \cos \lambda ,-\sin \phi \sin \lambda ,\cos \phi )} y un vector unitario que apunta hacia arriba es {\displaystyle \mathbf {\hat {u}} =(\cos \phi \cos \lambda ,\cos \phi \sin \lambda ,\sin \phi )}. Un vector tangente a la trayectoria es:
{\displaystyle \mathbf {t} =\mathbf {\hat {N}} \times \mathbf {\hat {u}} }, por lo que la componente este de {\displaystyle \mathbf {t} } es {\displaystyle \mathbf {t} \cdot \mathbf {\hat {e}} } y la componente norte es {\displaystyle \mathbf {t} \cdot \mathbf {\hat {n}} }. Por lo tanto, el acimut se puede obtener a partir de la función arcotangente de dos argumentos, {\displaystyle \alpha =\operatorname {atan2} (\mathbf {t} \cdot \mathbf {\hat {e}} ,\mathbf {t} \cdot \mathbf {\hat {n}} )}. Se utiliza este método tanto en {\displaystyle P_{1}} como en {\displaystyle P_{2}} para obtener {\displaystyle \alpha _{1}} y {\displaystyle \alpha _{2}}.

### Elipse de la sección
La intersección (no trivial) de un plano y un elipsoide es una elipse. Por lo tanto, la longitud del arco, {\displaystyle s_{12}}, en la trayectoria de sección de {\displaystyle P_{1}} a {\displaystyle P_{2}} es una integral elíptica que se puede calcular con cualquier precisión deseada utilizando una serie truncada o una integración numérica. Antes de poder hacer esto, se debe definir la elipse y calcular los límites de integración. Sea {\displaystyle {\frac {x^{2}}{a^{2}}}+{\frac {y^{2}}{a^{2}}}+{\frac {z^{2}}{b^{2}}}=1} el elipsoide dado y {\displaystyle p={\sqrt {l^{2}+m^{2}}}}.
Si {\displaystyle p=0}, entonces la sección es un círculo horizontal de radio {\textstyle a{\sqrt {1-{\frac {d^{2}}{b^{2}}}}}}, que no tiene solución si {\displaystyle |d|>b}.
Si {\displaystyle p>0}, Gilbertson demostró que las coordenadas ECEF del centro de la elipse son {\textstyle {R_{c}}={\frac {d}{C}}(la^{2},ma^{2},nb^{2})}, donde {\displaystyle C=a^{2}p^{2}+b^{2}n^{2}}, el semieje mayor es {\textstyle a^{*}=a{\sqrt {1-{\frac {d^{2}}{C}}}}}, en la dirección {\textstyle \mathbf {{\hat {i}}^{*}} =\left({\frac {m}{p}},{\frac {-l}{p}},0\right)}, y el semieje menor es {\textstyle b^{*}={\frac {b}{\sqrt {C}}}a^{*}}, en la dirección {\textstyle \mathbf {{\hat {j}}^{*}} =\left({\frac {ln}{p}},{\frac {mn}{p}},-p\right)}, que no tiene solución si {\displaystyle |d|>{\sqrt {C}}}.

### Longitud del arco
El artículo mencionado anteriormente proporciona la deducción de una fórmula para calcular la longitud de arco que involucra el ángulo central y las potencias de {\displaystyle e^{2}} con precisión milimétrica, donde {\textstyle e^{2}=1-\left({\frac {b^{*}}{a^{*}}}\right)^{2}}.
Esa fórmula de longitud de arco puede reorganizarse y ponerse en la forma:
{\displaystyle s_{12}=s(\theta _{2})-s(\theta _{1})}, donde
{\displaystyle s(\theta )=b^{*}({C_{0}}\theta +{C_{2}}\sin(2\theta )+{C_{4}}\sin(4\theta )+{C_{6}}\sin(6\theta ))} y los coeficientes son
{\displaystyle C_{0}=1.0+e^{2}(1/4+13e^{2}/64+45e^{4}/256+2577e^{6}/16384)}
{\displaystyle C_{2}=e^{2}(1/8+3e^{2}/32+95e^{4}/1024+385e^{6}/4096)}
{\displaystyle C_{4}=-e^{4}(1/256+5e^{2}/1024+19e^{4}/16384)}
{\displaystyle C_{6}=-e^{6}(15/3072+35e^{2}/4096)}
Para calcular el ángulo central, sea {\displaystyle P} cualquier punto en la elipse de la sección y {\displaystyle R=\mathrm {ECEF} (P)}. Entonces, {\displaystyle \mathbf {V} =\mathbf {R} -\mathbf {R_{c}} } es un vector desde el centro de la elipse hasta el punto. El ángulo central {\displaystyle \theta } es el ángulo desde el semieje mayor hasta {\displaystyle \mathbf {V} }. Si es {\displaystyle \mathbf {\hat {V}} =\mathrm {unit} (\mathbf {V} )}, se tiene que {\displaystyle \theta =\operatorname {atan2} (\mathbf {\hat {V}} \cdot \mathbf {{\hat {j}}^{*}} ,\mathbf {\hat {V}} \cdot \mathbf {{\hat {i}}^{*}} )}.
De esta manera, se obtienen {\displaystyle \theta _{1}} y {\displaystyle \theta _{2}}.
Por otro lado, es posible usar fórmulas de arco meridiano en el caso más general, siempre que se usen los parámetros de la elipse de la sección en lugar de los parámetros del esferoide. Una de esas series rápidamente convergentes se da empleando términos de la latitud paramétrica. Si se usa {\displaystyle \varepsilon } para denotar la excentricidad del esferoide, es decir, {\textstyle \varepsilon ^{2}=1-\left({\frac {b}{a}}\right)^{2}}, entonces {\displaystyle e^{8}} ≤ {\displaystyle \varepsilon ^{8}} ≅ 1,8e−9. De manera similar, el tercer aplanamiento de la elipse de la sección está limitado por el valor correspondiente para el esferoide, y para el esferoide se tiene que {\displaystyle n^{3}} ≅ 4,4−9 y {\displaystyle n^{4}} ≅ 7,3 x10-12. Por lo tanto, puede ser suficiente ignorar los términos más allá de {\displaystyle B_{6}} en la serie de latitud paramétrica.
Para aplicar {\textstyle s(\beta )={\frac {a^{*}+b^{*}}{2}}(B_{0}\beta +B_{2}\sin 2\beta +B_{4}\sin 4\beta +B_{6}\sin 6\beta )} en el contexto actual se requiere convertir el ángulo central al ángulo paramétrico utilizando {\displaystyle \beta =\tan ^{-1}\left(\tan \theta /((1-f)\right)}, y utilizando la sección del tercer aplanamiento de la elipse. Cualquiera que sea el método que se use, se debe tener cuidado al utilizar {\displaystyle \theta _{1}} y {\displaystyle \theta _{2}} o {\displaystyle \beta _{1}} y {\displaystyle \beta _{2}} para asegurar que se use el arco más corto que conecta los dos puntos.

## Problema directo
Para el problema directo, se dan {\displaystyle {P_{1}}}, la distancia {\displaystyle s_{12}} y el acimut de salida {\displaystyle \alpha _{1}}; y se deben encontrar {\displaystyle {P_{2}}} y el acimut de llegada {\displaystyle \alpha _{2}}.

### Plano de la sección
La respuesta a este problema depende de la elección de {\displaystyle \mathbf {V_{0}} }, es decir, del tipo de sección. Obsérvese que {\displaystyle \mathbf {V_{0}} } no debe estar en el intervalo {{\displaystyle \mathbf {\hat {n}} _{1},\mathbf {{\hat {e}}_{1}} }} (de lo contrario, el plano sería tangente a la Tierra en {\displaystyle {P_{1}}}, por lo que no se obtendría ninguna trayectoria). Una vez hecha esa elección y considerando la orientación, se debe proceder de la siguiente manera.
Construir el vector tangente en {\displaystyle {P_{1}}}, {\displaystyle \mathbf {\hat {t}} _{1}=\mathbf {\hat {n}} _{1}\cos {\alpha _{1}}+\mathbf {{\hat {e}}_{1}} \sin {\alpha _{1}}}, donde {\displaystyle \mathbf {\hat {n}} _{1}} y {\displaystyle \mathbf {{\hat {e}}_{1}} } son vectores unitarios que apuntan al norte y al este (respectivamente) en {\displaystyle {P_{1}}}. El vector normal {\displaystyle \mathbf {\hat {N}} =\mathrm {unit} (\mathbf {V_{0}} \times \mathbf {\hat {t}} _{1}}), junto con {\displaystyle \mathbf {P_{1}} } define el plano. En otras palabras, la tangente toma el lugar de la cuerda, ya que el destino es desconocido.

### Localizar el punto de llegada
Este es un problema 2-d en el intervalo {{\displaystyle \mathbf {\hat {i}} ^{*},\mathbf {\hat {j}} ^{*}}}, que se resuelve con la ayuda de la fórmula de longitud de arco anterior. Si se da la longitud de arco, {\displaystyle s_{12}}, entonces el problema es encontrar el cambio correspondiente en el ángulo central {\displaystyle \theta _{12}}, de modo que se puedan calcular {\displaystyle \theta _{2}=\theta _{1}+\theta _{12}} y la posición. Suponiendo que se tiene una serie que permite calcular {\displaystyle s=s(\theta )}, entonces lo que se busca ahora es {\displaystyle \theta _{2}=s^{-1}(s_{1}+s_{12})}. La inversa de la serie de longitud de arco del ángulo central anterior se puede encontrar en la página 8a de Rapp, Vol. 1, que a su vez hace referencia a Ganshin. Una alternativa al uso de la serie inversa es utilizar el método de Newton de aproximaciones sucesivas a {\displaystyle \theta _{12}}. El problema inverso del meridiano para el elipsoide proporciona la inversa de la serie de longitud de arco de Bessel en términos del ángulo paramétrico. Antes de poder utilizar la serie inversa, se debe utilizar la serie de ángulos paramétricos para calcular la longitud del arco desde el semieje mayor hasta {\displaystyle P_{1}}, {\textstyle s_{1}=s(\beta _{1})={\frac {a^{*}+b^{*}}{2}}(B_{0}\beta _{1}+B_{2}\sin 2\beta _{1}+B_{4}\sin 4\beta _{1}+B_{6}\sin 6\beta _{1})}. Una vez que se conoce {\displaystyle s_{1}}, se aplica la fórmula inversa para obtener {\displaystyle \beta _{2}=\beta (s_{1}+s_{12})=\mu _{2}+B'_{2}\sin 2\mu _{2}+B'_{4}\sin 4\mu _{2}+B'_{6}\sin 6\mu _{2}}, donde {\displaystyle \mu _{2}=2(s_{1}+s_{12})/(B_{0}(a^{*}+b^{*}))}. Las coordenadas rectangulares en el plano de sección son {\displaystyle x_{2}=a^{*}\cos \beta _{2},y_{2}=b^{*}\sin \beta _{2}}. Por lo tanto, se puede calcular un vector ECEF utilizando {\displaystyle \mathbf {V_{2}} =\mathbf {R_{c}} +(x_{2}\mathbf {{\hat {i}}^{*}} +y_{2}\mathbf {{\hat {j}}^{*}} )}. Finalmente, se calculan las coordenadas geográficas mediante {\displaystyle P_{2}=\mathrm {Geo} (V_{2})} utilizando el algoritmo de Bowring de 1985, o el algoritmo detallado en el artículo dedicado a la conversión de coordenadas geográficas.

### Acimut
El acimut se puede obtener mediante el mismo método que el utilizado en el problema indirecto: {\displaystyle \mathbf {t_{2}} =\mathbf {\hat {N}} \times \mathbf {{\hat {u}}_{2}} } y {\displaystyle {\alpha _{2}}=\operatorname {atan2} (\mathbf {t_{2}} \cdot \mathbf {{\hat {e}}_{2}} ,\mathbf {t_{2}} \cdot \mathbf {{\hat {n}}_{2}} )}.

## Ejemplos

Desviación respecto a la ruta geodésica de varias secciones que conectan Nueva York con París

### Gran elipse
Una gran elipse es la curva formada al intersecar el elipsoide con un plano que pasa por su centro. Por lo tanto, para utilizar el método anterior, simplemente basta con que {\displaystyle R_{0}} sea el origen, de modo que {\displaystyle \mathbf {V_{0}} =\mathbf {R_{1}} } (el vector de posición de {\displaystyle R_{1}}). Este método evita las fórmulas complicadas y a veces ambiguas de la trigonometría esférica y proporciona una alternativa a las fórmulas de Bowring. El camino más corto entre dos puntos de un esferoide se conoce como geodésica. Tales caminos se desarrollan utilizando geometría diferencial. El ecuador y los meridianos son grandes elipses que también son geodésicas. La diferencia máxima de longitud entre una gran elipse y la geodésica correspondiente de 5000 millas náuticas (unidad abreviada como mn) es de unos 10,5 metros. La desviación lateral entre ellas puede ser de hasta 3,7 millas náuticas. Una sección normal que conecte los dos puntos estará más cerca de la geodésica que la gran elipse, a menos que el camino toque el ecuador.
En el elipsoide del Sistema Geodésico Mundial, los resultados para el gran arco elíptico desde Nueva York, {\displaystyle \phi _{1}} = 40,64130°, {\displaystyle \lambda _{1}} = -73,77810° hasta París, {\displaystyle \phi _{2}} = 49,00970°, {\displaystyle \lambda _{2}} = 2,54800° son:
{\displaystyle \alpha _{1}} = 53,596810°, {\displaystyle \alpha _{2}} = 111,537138° y {\displaystyle s_{12}} = 5849159,753 (m) = 3158,293603 (mn). Los valores correspondientes para la geodésica son:
{\displaystyle \alpha _{1}} = 53,511007°, {\displaystyle \alpha _{2}} = 111,626714° y {\displaystyle s_{12}} = 5849157,543 (m) = 3158,292410 (mn).
Para ilustrar la dependencia del tipo de sección para el problema directo, supóngase que el acimut de salida y la distancia de viaje son los de la geodésica anterior y se utiliza la elipse mayor para definir el problema directo. En este caso, el punto de llegada es
{\displaystyle \phi _{2}} = 49,073057°, {\displaystyle \lambda _{2}} = 2,586154°, que está a aproximadamente a 4,1 millas náuticas del punto de llegada en París definido anteriormente. Por supuesto, si se utiliza el acimut de salida y la distancia desde la elipse mayor, el problema indirecto localizará correctamente el destino, {\displaystyle \phi _{2}} = 49,00970°, {\displaystyle \lambda _{2}} = 2,54800° y el acimut de llegada {\displaystyle \alpha _{2}} = 111,537138°.

Desviación respecto a la geodésica de varias secciones que conectan Sídney con Bangkok

### Secciones normales
Una sección normal en {\displaystyle P_{1}} se determina si {\displaystyle \mathbf {V_{0}} =\mathbf {\hat {u}} _{1}} es la normal de la superficie en {\displaystyle P_{1}}. Otra sección normal, conocida como la sección normal recíproca, resulta del uso de la normal de la superficie en {\displaystyle P_{2}}. A menos que los dos puntos estén en el mismo paralelo o en el mismo meridiano, la sección normal recíproca será una trayectoria diferente a la de la sección normal. El enfoque anterior proporciona una alternativa a la de otros, como Bowring. La importancia de las secciones normales en topografía, así como un análisis del significado del término línea en dicho contexto, se presenta en el artículo de Deakin, Sheppard y Ross.
En el elipsoide WGS84, los resultados para la sección normal desde Nueva York, {\displaystyle \phi _{1}} = 40,64130°, {\displaystyle \lambda _{1}} = -73,77810°
a París, {\displaystyle \phi _{2}} = 49,00970°, {\displaystyle \lambda _{2}} = 2,54800° son:
{\displaystyle \alpha _{1}} = 53,521396°, {\displaystyle \alpha _{2}} = 111,612516° y {\displaystyle s_{12}} = 5849157,595 (m) = 3158,292438 (mn).
Los resultados para la sección normal recíproca de Nueva York a París son:
{\displaystyle \alpha _{1}} = 53,509422°, {\displaystyle \alpha _{2}} = 111,624483° y {\displaystyle s_{12}} = 5849157,545 (m) = 3158,292411 (mn).
La diferencia máxima de longitud entre una sección normal y la geodésica correspondiente de 5000 millas náuticas de longitud es de aproximadamente 6,0 metros. La desviación lateral entre ellas puede ser de hasta 2,8 millas náuticas (mn).
Para ilustrar la dependencia del tipo de sección para el problema directo, supóngase que el acimut de salida y la distancia de viaje son los de la geodésica anterior y se utiliza la normal de la superficie en Nueva York para definir el problema directo. En este caso, el punto de llegada es
{\displaystyle \phi _{2}} = 49,017378°, {\displaystyle \lambda _{2}}= 2,552626°, que está a aproximadamente 1/2 milla náutica del punto de llegada definido anteriormente. Por supuesto, si se utiliza el acimut de salida y la distancia desde la sección normal del problema indirecto, se localizará correctamente el destino en París.
Se supone que el problema directo se utiliza cuando se desconoce el punto de llegada, pero es posible utilizar cualquier vector {\displaystyle \mathbf {V_{0}} } que se desee. Por ejemplo, si se utiliza la normal a la superficie en París, {\displaystyle \mathbf {\hat {u}} _{2}}, se obtiene un punto de llegada de {\displaystyle \phi _{2}} = 49,007778°, {\displaystyle \lambda _{2}}= 2,546842°, que está a aproximadamente 1/8 de milla náutica del punto de llegada definido anteriormente. Si se utiliza la normal a la superficie en Reykjavik (mientras se sigue utilizando el acimut de salida y la distancia de viaje de la geodésica a París), se llegará a aproximadamente 347 millas náuticas de París, mientras que la normal en Zúrich lo llevará a una distancia de 5,5 millas náuticas.
La búsqueda de una sección que esté más cerca de la geodésica conduce a los dos ejemplos siguientes.

Variación de la desviación con respecto a la geodésica con el acimut para secciones que se originan en una latitud de 20°

### Sección normal media
La sección normal media de {\displaystyle P_{1}} a {\displaystyle P_{2}} se determina dejando {\displaystyle \mathbf {V_{0}} =0.5(\mathbf {\hat {u}} _{1}+\mathbf {\hat {u}} _{2})}. Esta es una buena aproximación a la geodésica de {\displaystyle P_{1}} a {\displaystyle P_{2}} para la aviación o la navegación. La diferencia máxima de longitud entre la sección normal media y la geodésica correspondiente de 5000 millas náuticas de longitud es de aproximadamente 0,5 metros. La desviación lateral entre ellas no supera aproximadamente las 0,8 millas náuticas. Para rutas de 1000 millas náuticas de longitud, el error en la longitud es menor a un milímetro y la desviación lateral en el peor de los casos es de aproximadamente 4,4 metros.
Continuando con el ejemplo de Nueva York a París, en WGS84 se obtienen los siguientes resultados para la sección normal media:

Desviación respecto a la geodésica de varias secciones normales de 5000 millas náuticas de longitud desde el ecuador

{\displaystyle \alpha _{1}} = 53,515409°, {\displaystyle \alpha _{2}} = 111,618500° y {\displaystyle s_{12}} = 5849157,560 (m) = 3158,292419 (mn).

### Sección normal del punto medio
La sección normal del punto medio de {\displaystyle P_{1}} a {\displaystyle P_{2}} se determina haciendo que {\displaystyle \mathbf {V_{0}} } sea la normal a la superficie en el punto medio de la geodésica de {\displaystyle P_{1}} a {\displaystyle P_{2}}. Esta ruta está apenas más cerca de la geodésica que la sección normal media. La diferencia máxima de longitud entre una sección normal por el punto medio y la geodésica correspondiente de 5000 millas náuticas de longitud es de aproximadamente 0,3 metros. La desviación lateral en el peor de los casos entre ellas es de aproximadamente 0,3 millas náuticas.
Al finalizar el ejemplo de Nueva York a París en WGS84, se obtienen los siguientes resultados para la sección normal del punto medio geodésico:
{\displaystyle \alpha _{1}} = 53,506207°, {\displaystyle \alpha _{2}} = 111,627697° y {\displaystyle s_{12}} = 5849157,545 (m) = 3158,292411 (mn).

### Discusión
Todas las rutas de sección utilizadas en los gráficos de la derecha se definieron utilizando el método indirecto anterior. En el tercer y cuarto gráfico, el punto terminal se definió utilizando el algoritmo directo para la geodésica con la distancia y el acimut inicial dados. En cada una de las geodésicas se seleccionaron algunos puntos, se localizó el punto más cercano en el plano de sección mediante proyección vectorial y se calculó la distancia entre los dos puntos. Esta distancia se describe como la desviación lateral de la geodésica, o más brevemente, la desviación geodésica, y se muestra en los gráficos de la derecha. La alternativa de encontrar el punto correspondiente en la ruta de la sección y calcular las distancias geodésicas produciría resultados ligeramente diferentes.
El primer gráfico es típico de los casos de latitud media donde la gran elipse es el valor atípico. La sección normal asociada con el punto más alejado del ecuador es una buena opción para estos casos.
El segundo ejemplo es más largo y es típico de los casos de cruce del ecuador, donde la gran elipse supera a las secciones normales. Sin embargo, las dos secciones normales se desvían en lados opuestos de la geodésica, lo que hace que la sección normal media sea una buena opción en este caso.
El tercer gráfico muestra cómo varían las desviaciones geodésicas con el acimut geodésico inicial que se origina a partir de 20 grados de latitud norte. La desviación en el peor de los casos para las secciones normales de 5000 millas náuticas de longitud es de aproximadamente 2,8 millas náuticas y se produce en el acimut geodésico inicial de 132° desde 18° de latitud norte (48° de acimut para la latitud sur).
El cuarto gráfico muestra cómo se ve el tercer gráfico cuando se parte del ecuador. En el ecuador hay más simetrías, ya que las secciones en acimutes de 90° y 270° también son geodésicas. En consecuencia, el cuarto gráfico muestra solo 7 líneas distintas de las 24 con espaciado de 15 grados. Específicamente, las líneas en los acimutes 15, 75, 195 y 255 coinciden, al igual que las líneas en 105, 165, 285 y 345 en el otro lado como las más internas (aparte de las geodésicas). Las siguientes líneas coincidentes más lejanas de las cuatro líneas geodésicas están en los acimutes 30, 60, 210 y 240 de un lado y 120, 150, 300 y 330 del otro lado. Las líneas más externas están en los acimutes 45 y 225 de un lado y 135 y 315 del otro. A medida que el punto de partida se mueve hacia el norte, las líneas en los acimutes 90 y 270 ya no son geodésicas, y otras líneas coincidentes se separan y se abren en abanico hasta los 18° de latitud, donde se alcanza la desviación máxima. Más allá de este punto, las desviaciones se contraen como un abanico a medida que el punto inicial avanza hacia el norte. De modo que a los 84° de latitud, la desviación máxima para las secciones normales es de aproximadamente 0,25 millas náuticas.
La sección normal del punto medio es (casi) siempre una buena opción.

## Intersecciones
Sean dos planos de sección: {\displaystyle \mathbf {\hat {N}} _{1}\cdot \mathbf {R} =d_{1}} y {\displaystyle \mathbf {\hat {N}} _{2}\cdot \mathbf {R} =d_{2}}. Suponiendo que los dos planos no son paralelos, la línea de intersección está en ambos planos. Por lo tanto, es ortogonal a ambas normales, es decir, en la dirección de {\displaystyle \mathbf {N_{3}} =\mathbf {\hat {N}} _{1}\times \mathbf {\hat {N}} _{2}} (no hay razón para normalizar {\displaystyle \mathbf {N_{3}} }).
Como {\displaystyle \mathbf {\hat {N}} _{1}} y {\displaystyle \mathbf {\hat {N}} _{2}} no son colineales {\displaystyle \mathbf {\hat {N}} _{1}}, {\displaystyle \mathbf {\hat {N}} _{2}}, {\displaystyle \mathbf {N_{3}} } es una base para {\displaystyle \mathbb {R} ^{3}}. Por lo tanto, existen las constantes {\displaystyle C_{1}} y {\displaystyle C_{2}} tales que la línea de intersección de los dos planos está dada por {\displaystyle R=C_{1}\mathbf {\hat {N}} _{1}+C_{2}\mathbf {\hat {N}} _{2}+t\mathbf {N_{3}} }, donde t es un parámetro independiente.
Como esta línea está en ambos planos de sección, satisface ambas ecuaciones:
{\displaystyle C_{1}+C_{2}(\mathbf {\hat {N}} _{1}\cdot \mathbf {\hat {N}} _{2})=d_{1}} y
{\displaystyle C_{1}(\mathbf {\hat {N}} _{1}\cdot \mathbf {\hat {N}} _{2})+C_{2}=d_{2}}.
Resolviendo estas ecuaciones para {\displaystyle {C_{1}}} y {\displaystyle {C_{2}}} se obtiene
{\displaystyle C_{1}[1-(\mathbf {\hat {N}} _{1}\cdot \mathbf {\hat {N}} _{2})^{2}]=d_{1}-d_{2}(\mathbf {\hat {N}} _{1}\cdot \mathbf {\hat {N}} _{2})} y
{\displaystyle C_{2}[1-(\mathbf {\hat {N}} _{1}\cdot \mathbf {\hat {N}} _{2})^{2}]=d_{2}-d_{1}(\mathbf {\hat {N}} _{1}\cdot \mathbf {\hat {N}} _{2})}.
Definido el ángulo diedro, {\displaystyle \nu }, por {\displaystyle \cos \nu ={\mathbf {\hat {N}} _{1}}\cdot {\mathbf {\hat {N}} _{2}}}, entonces {\displaystyle C_{1}={\frac {(d_{1}-d_{2}\cos \nu )}{\sin ^{2}\nu }}} y {\displaystyle C_{2}={\frac {(d_{2}-d_{1}\cos \nu )}{\sin ^{2}\nu }}}.
En la línea de intersección se tiene que {\displaystyle \mathbf {R} =\mathbf {R_{0}} +t\mathbf {N_{3}} }, donde {\displaystyle \mathbf {R_{0}} =C_{1}\mathbf {\hat {N}} _{1}+C_{2}\mathbf {\hat {N}} _{2}}.
Por lo tanto: {\displaystyle x=x_{0}+tl_{3}}, {\displaystyle y=y_{0}+tm_{3}} y {\displaystyle z=z_{0}+tn_{3}}, donde
{\displaystyle x_{0}=C_{1}l_{1}+C_{2}l_{2}}, {\displaystyle y_{0}=C_{1}m_{1}+C_{2}m_{2}} y {\displaystyle z_{0}=C_{1}n_{1}+C_{2}n_{2}},
{\displaystyle \mathbf {\hat {N}} _{i}=(l_{i},m_{i},n_{i})}, para i=1,2, y {\displaystyle \mathbf {N_{3}} =(l_{3},m_{3},n_{3})}.
Para encontrar la intersección de esta línea con la superficie de la Tierra, se introducen las ecuaciones de la línea en {\displaystyle {\frac {x^{2}}{a^{2}}}+{\frac {y^{2}}{a^{2}}}+{\frac {z^{2}}{b^{2}}}=1}, para obtener
{\displaystyle At^{2}+2Bt+C=0}, donde {\displaystyle A=l_{3}^{2}+m_{3}^{2}+{\frac {a^{2}}{b^{2}}}n_{3}^{2}},
{\displaystyle B=x_{0}l_{3}+y_{0}m_{3}+{\frac {a^{2}}{b^{2}}}z_{0}n_{3}},
{\displaystyle C=x_{0}^{2}+y_{0}^{2}+{\frac {a^{2}}{b^{2}}}z_{0}^{2}-a^{2}}.
Por lo tanto, la línea interseca la Tierra en {\displaystyle t={\frac {-B\pm {\sqrt {{B}^{2}-AC}}}{A}}}. Si es {\displaystyle B^{2}<AC}, entonces no hay intersección. Si es {\displaystyle B^{2}=AC}, entonces la línea es tangente a la Tierra en {\displaystyle t=-B/A} (es decir, las secciones se intersecan en ese único punto).
Obsérvese que {\displaystyle A\neq 0}, ya que {\displaystyle \mathbf {\hat {N}} _{1}} y {\displaystyle \mathbf {\hat {N}} _{2}} no son colineales. Introduciendo t en
{\displaystyle \mathbf {R} =\mathbf {R_{0}} +t\mathbf {N_{3}} }, se obtienen los puntos de intersección de las secciones de la Tierra.

### Ejemplo
Encuéntrese dónde una sección de Nueva York a París interseca el meridiano de Greenwich. El plano del meridiano principal puede describirse mediante {\displaystyle \mathbf {\hat {N}} =(0,1,0)} y {\displaystyle d=0}. Los resultados son los siguientes:
| Sección      | Latitud    |
| ------------ | ---------- |
| Gran Elipse  | 49,634970° |
| Normal       | 49,637377° |
| Normal media | 49,637568° |
| Recíproca    | 49,637759° |
| Punto medio  | 49,637862° |

### Latitudes y longitudes extremas
La latitud máxima (o mínima) es donde la elipse de la sección interseca un paralelo en un único punto. Para plantear el problema, sea
{\displaystyle \mathbf {{\hat {N}}_{1}} =(l,m,n)}, {\displaystyle d_{1}=d}
el plano de la sección dada. El paralelo es
{\displaystyle \mathbf {{\hat {N}}_{2}} =(0,0,1)}, {\displaystyle d_{2}=z_{0}}, donde {\displaystyle z_{0}} se debe determinar de modo que solo haya un punto de intersección.
Al aplicar el método de intersección anterior, se obtienen {\displaystyle \mathbf {N_{3}} =\mathbf {\hat {N}} _{1}\times \mathbf {\hat {N}} _{2}=(m,-l,0)}, {\displaystyle {\mathbf {\hat {N}} _{1}}\cdot {\mathbf {\hat {N}} _{2}}=n},
{\textstyle C_{1}={\frac {1}{p^{2}}}(d-nz_{0})} y {\textstyle C_{2}={\frac {1}{p^{2}}}(z_{0}-nd)}, ya que {\displaystyle 1-n^{2}=l^{2}+m^{2}=p^{2}}.
Las ecuaciones lineales resultantes se convierten en {\displaystyle x=x_{0}+tm}, {\displaystyle y=y_{0}-tl} y {\displaystyle z=z_{0}}, donde se deben determinar
{\displaystyle x_{0}=C_{1}l}, {\displaystyle y_{0}=C_{1}m} y {\displaystyle z_{0}}. Los coeficientes cuadráticos resultantes son
{\displaystyle A=m^{2}+l^{2}=p^{2}},
{\displaystyle B=mx_{0}-ly_{0}=lmC_{1}-lmC_{1}=0},
{\displaystyle C=x_{0}^{2}+y_{0}^{2}+{\frac {a^{2}}{b^{2}}}z_{0}^{2}-a^{2}=p^{2}C_{1}^{2}+{\frac {a^{2}}{b^{2}}}z_{0}^{2}-a^{2}={\frac {1}{p^{2}}}(d-nz_{0})^{2}+{\frac {a^{2}}{b^{2}}}z_{0}^{2}-a^{2}}.
Por lo tanto, la intersección dará como resultado una única solución si {\displaystyle B^{2}=AC}, pero como {\displaystyle B=0} y {\displaystyle A>0}, la ecuación crítica se convierte en {\displaystyle C=0}. Esta ecuación se puede reorganizar y poner en la forma {\displaystyle Ez_{0}^{2}-2Fz_{0}+G=0}, donde
{\displaystyle E={\frac {a^{2}}{b^{2}}}p^{2}+n^{2}},
{\displaystyle F=nd} y
{\displaystyle G=d^{2}-a^{2}p^{2}}.
Por lo tanto, {\textstyle z_{0}={\frac {F\pm {\sqrt {{F}^{2}-EG}}}{E}}} proporciona la distancia desde el origen de los planos paralelos deseados. Sustituir {\displaystyle z_{0}} en {\displaystyle C_{1}} da los valores para {\displaystyle x_{0}} y {\displaystyle y_{0}}. Debe recordarse que {\displaystyle t=-B/A=0}, y por lo tanto {\displaystyle x=x_{0}}, {\displaystyle y=y_{0}} son las coordenadas restantes de las intersecciones. Las coordenadas geográficas se pueden calcular entonces utilizando la conversión ECEF_to_Geo.
El mismo método se puede aplicar a los meridianos para encontrar longitudes extremas, pero los resultados no son fáciles de interpretar debido a la naturaleza modular de la longitud. Sin embargo, los resultados siempre se pueden verificar utilizando el siguiente enfoque.
El enfoque más simple consiste en calcular los puntos finales de los ejes mayor y menor de la elipse de la sección utilizando {\displaystyle \mathbf {R} =\mathbf {R_{c}} \pm b^{*}\mathbf {\hat {j}} ^{*}} y {\displaystyle \mathbf {R} =\mathbf {R_{c}} \pm a^{*}\mathbf {\hat {i}} ^{*}}, y luego convertirlos a coordenadas geográficas. Vale la pena mencionar aquí que la línea de intersección de dos planos consiste en el conjunto de puntos fijos. Por lo tanto, son el eje de rotación de coordenadas que hace corresponder un plano sobre el otro.
Para el ejemplo de Nueva York a París, los resultados son:
| Sección      | Punto 1 del eje menor                                                            | Punto 2 del eje menor                                                             | Punto 1 del eje mayor                                                           | Punto 2 del eje mayor                                                             |
| ------------ | -------------------------------------------------------------------------------- | --------------------------------------------------------------------------------- | ------------------------------------------------------------------------------- | --------------------------------------------------------------------------------- |
| Gran elipse  | {\displaystyle \phi _{1}}= 52,418061°, {\displaystyle \lambda _{1}}= -25,123079° | {\displaystyle \phi _{2}}= -52,418061°, {\displaystyle \lambda _{2}}= 154,876921° | {\displaystyle \phi _{1}}= 0,000000°, {\displaystyle \lambda _{1}}= 64,876921°  | {\displaystyle \phi _{2}}= 0,000000°, {\displaystyle \lambda _{2}}= -115,123079°  |
| Normal       | {\displaystyle \phi _{1}}= 52,433790°, {\displaystyle \lambda _{1}}= -25,154863° | {\displaystyle \phi _{2}}= -52,739188°, {\displaystyle \lambda _{2}}= 154,845137° | {\displaystyle \phi _{1}}= -0,093365°, {\displaystyle \lambda _{1}}= 64,723898° | {\displaystyle \phi _{2}}= -0,093365°, {\displaystyle \lambda _{2}}= -115,033623° |
| Normal media | {\displaystyle \phi _{1}}= 52,435039°, {\displaystyle \lambda _{1}}= -25,157380° | {\displaystyle \phi _{2}}= -52,764681°, {\displaystyle \lambda _{2}}= 154,842620° | {\displaystyle \phi _{1}}= -0,100746°, {\displaystyle \lambda _{1}}= 64,711732° | {\displaystyle \phi _{2}}= -0,100746°, {\displaystyle \lambda _{2}}= -115,026491° |
| Recíproca    | {\displaystyle \phi _{1}}= 52,436288°, {\displaystyle \lambda _{1}}= -25,159896° | {\displaystyle \phi _{2}}= -52,790172°, {\displaystyle \lambda _{2}}= 154,840104° | {\displaystyle \phi _{1}}= -0,108122°, {\displaystyle \lambda _{1}}= 64,699565° | {\displaystyle \phi _{2}}= -0,108122°, {\displaystyle \lambda _{2}}= -115,019357° |
| Punto medio  | {\displaystyle \phi _{1}}= 52,436959°, {\displaystyle \lambda _{1}}= -25,161247° | {\displaystyle \phi _{2}}= -52,803863°, {\displaystyle \lambda _{2}}= 154,838753° | {\displaystyle \phi _{1}}= -0,112082°, {\displaystyle \lambda _{1}}= 64,693029° | {\displaystyle \phi _{2}}= -0,112082°, {\displaystyle \lambda _{2}}= -115,015522° |